# سر كول (بيش كوه زلاغي)
سر کول (بالفارسية: سرکول) هي قرية تقع في إيران في قسم بیش کوه زلاغي الریفي.